# 中鮈
中鮈（学名：Mesogobio lachneri）为鲤科中鮈属的鱼类，俗名沙轱辘。分布于朝鲜以及中国辽宁鸭绿江等。该物种的模式产地在鸭绿江，体长可达14.2公分。

## 扩展阅读
維基物種上的相關：中鮈